# Paragorgopis incus
Paragorgopis incus är en tvåvingeart som beskrevs av Kameneva 2004. Paragorgopis incus ingår i släktet Paragorgopis och familjen fläckflugor. Inga underarter finns listade i Catalogue of Life.